# ネクサスワールド
ネクサスワールド（Nexus World）は、福岡県福岡市東区香椎浜にある集合住宅群。
磯崎新のコーディネートにより、国内外の建築家6名が集合住宅を競作した。プロジェクトは1980年代後半に開始され、1991年-1992年に竣工した。レム・コールハースが設計したレム棟・コールハース棟は、1992年度日本建築学会賞を受賞した。
また、当初は、上記の集合住宅群のほかに、高層部がブリッジで連結するツイン・タワーが建設される予定であったが、実際には規模を縮小したタワーが建てられている。

## 参加した建築家
- スティーヴン・ホール（Steven Hall）
- 石山修武
- レム・コールハース（Rem Koolhaas）
- マーク・マック（Mark Mack）
- クリスチャン・ド・ポルザンパルク（Christian de Portzamparc）
- オスカー・トゥスケ（Oscar Tusquets）